# Pterolophia innuganensis
Pterolophia innuganensis là một loài bọ cánh cứng trong họ Cerambycidae.